# Bolsa de Falaise
La bolsa de Falaise (inglés: Falaise Pocket) fue el nombre del cerco al que las fuerzas aliadas sometieron a las alemanas en Normandía en agosto de 1944. Al sur de Falaise y al oeste de Argentan, los Aliados trataron de rodear al 7.º Ejército y al 5.º Ejército Panzer. No obstante, gran parte de las fuerzas alemanas lograron escapar gracias a la obstinada resistencia de la retaguardia, que permitió el repliegue del grueso de las unidades al mantener el cerco abierto durante un tiempo. Si bien los Aliados capturaron decenas de miles de alemanes, el número de los que se zafaron de la bolsa fue importante.

## Antecedentes
Para finales de julio de 1944, la prometedora Operación Overlord se había estancado. En todos los puntos del frente, las cabezas de playa solamente se habían adentrado 24 km como máximo en territorio francés.
Una de las mayores batallas se libraba en Caen, lo que hizo sospechar al general Omar Bradley que la mayoría de las unidades alemanas se encontraba allí, enfrentándose a los británicos. Esto motivó la ejecución de la Operación Cobra, que luego sería conocida como «la ruptura» del frente. En efecto, a comienzos de agosto, los ejércitos estadounidenses, con el Tercer Ejército del general George Patton en vanguardia, avanzaron velozmente desde Normandía hacia Bretaña y, tras romper la línea alemana por el oeste y dejar aislada esta península, se dirigieron aparentemente hacia el sur de Francia. Un contraataque alemán en Mortain, ordenado por Hitler, para cerrar la brecha abierta por Patton y privar a este de refuerzos y suministros, fracasó debido a la falta de apoyo aéreo. La fallida maniobra dejó a las tropas alemanas en Normandía en una situación apurada al virar el ejército de Patton hacia el este y tomar por la retaguardia la línea alemana que estaba impidiendo a los aliados adentrarse en tierra francesa.
En efecto, el movimiento de tropas alemanas hacia Falaise, hacia el oeste, debilitó las posiciones alemanas al sur de Caen, y de esta manera, menguó la presión alemana sobre las fuerzas estadounidenses y británicas desplegadas en la costa. Además, los flancos meridional y nororiental de las unidades alemanas quedaron desprotegidos, lo que impelió a Montgomery y a Bradley a ordenar a sus divisiones que retomasen el avance. Inicialmente, el Primer Ejército canadiense al mando del general Harry Crerar debía avanzar hacia Argentan, para encontrarse con el Tercer Ejército de Patton, pero, al darse cuenta el mariscal Montgomery de que los alemanes se estaban retirando, ordenó que el cerco se cerrara dieciocho kilómetros al este, cerca de Chambois.

## Pinza sur
La vanguardia del avance estadounidense la formaba la 2.ª División Acorazada francesa, al mando del general Philippe Leclerc, que, después de haber tomado Le Mans el 10 de agosto, marchaba hacia el norte velozmente. El 12 de agosto, las fuerzas franco-americanas llegaron a Alenzón y, dos días después, a Argentan, donde tuvieron que detenerse por órdenes de Bradley, que no quería cruzar los límites asignados a su ejército sin permiso de Montgomery. Si bien esta decisión permitió que se escapasen numerosas tropas enemigas, se redujo el riesgo del fuego amigo, ya que en las líneas de comunicación aliadas cundía la confusión debido a su rápido avance.
Al día siguiente, Montgomery accedió a que Bradley cruzase las líneas trazadas originalmente para sus divisiones, lo que permitió que el 19 de agosto la 90.ª División de Infantería estadounidenses llegara a Chambois, diez kilómetros al noreste de Argentan, donde se encontró con los canadienses y cerró el cerco.
A pesar de que su ejército formaba la parte sur de la bolsa de Falaise, Patton no se detuvo; por el contrario, envió parte de sus fuerzas allende el Sena por Mantes. De esta manera, las primeras tropas aliadas en llegar a París fueron las del Tercer Ejército de los Estados Unidos, aunque en realidad eran franceses y españoles mandados por Leclerc y encuadrados en el ejército de Patton.

## Pinza norte
En el norte, el avance británico fue más lento, ya que la ruptura del frente aún no se había logrado debido a la alta densidad de fuerzas alemanas en la región de Caen. La operación Totalize del Primer Ejército Canadiense intentó romper en Caen, pero a pesar del progreso inicial, para el 9 de agosto la ofensiva se había estancado. A causa de la fuerte resistencia alemana en los bosques, donde podían cubrirse de los aviones aliados, Falaise no fue liberada hasta el 17 de agosto.
Después de hacer contacto con los canadienses en Chambois el 19 de agosto, los estadounidenses desviaron sus fuerzas al este, hacia París, por lo que fueron los británicos los que lograron rendir la bolsa. La 1.ª División Acorazada Polaca, al mando del general Stanisław Maczek, se dirigió hacia el este de Chambois, con el objetivo de perseguir a los alemanes que lograron escapar. Esta maniobra les perjudicó al contraatacar el II Cuerpo SS Panzer, corriendo el riesgo de perder muchos efectivos, pero la llegada de refuerzos los salvó.

## La bolsa

Mapa de la «bolsa de Falaise».

Con los británicos y canadienses al norte y los estadounidenses y franceses al sur, el generalfeldmarschall Günther von Kluge solicitó el permiso de retirada el 10 de agosto; el 15 de agosto, Hitler respondió relevándolo del mando, que entregó al Generalfeldmarschall Walther Model. Hitler sospechaba de von Kluge desde que algunos implicados en el plan Valkiria lo habían mencionado durante las torturas, razón por la cual le convocó a Berlín. El día de su destitución, von Kluge había estado incomunicado con su cuartel general durante horas, porque Hitler luego aseguró que von Kluge se había estado comunicando con los aliados para rendir sus fuerzas, pero que no pudo contactar a los enviados de las fuerzas aliadas. Por su parte, von Kluge afirmó que su comitiva había sido atacada por bombarderos enemigos y que había tenido que desplazarse a pie. De todas maneras, von Kluge jamás llegó a la cita en Berlín, ya que se suicidó el 19 de agosto.
El 16 de agosto, Hitler accedió por fin a permitir la retirada del VII Ejército y del V Ejército Panzer, aunque en realidad el general Paul Hausser ya estaba replegando sus tropas desde el día 14. El 21 de agosto, las tropas alemanas atrapadas se rindieron gracias a la mediación de un sacerdote francés.

## Consecuencias
En total, unos cien mil soldados alemanes lograron escapar, incluyendo un comandante de ejército, cuatro comandantes de cuerpo del ejército y 14 comandantes de división. No obstante, 50 000 alemanes fueron capturados en Falaise y 10 000 murieron. Además, unos 500 tanques fueron destruidos por las fuerzas aliadas. 
La decisión de Bradley de respetar la frontera de los ejércitos aliados es motivo de discusión, ya que se cree que el número de soldados aliados muertos en casos de fuego amigo hubiera sido bajo.